# I Paralyze (пісня)
«I Paralyze» («Я паралізую») — пісня, написана Джоном Фарраром і Стівом Кіпнером для американської співачки та акторки Шер у 1982 році, яка стала другим синглом її сімнадцятого однойменного альбому, випущеного лейблом «Columbia Records».
До пісні не було знято музичне відео, що завадило їй досягти успіху в чартах.

## Просування
Шер виконувала «I Paralyze» перед радісним натовпом, на телепередачі «American Bandstand», що транслювалася каналом ABC. «I Paralyze» входить до числа найулюбленіших пісень співачки. На «Behind The Music», спеціальному телешоу 2000 року, Шер сказала про пісню: «Вона подобалася мені тоді, і вона все ще подобається мені зараз, і я хочу перезаписати її».

## Трек-лист
Британський 7-дюймовий LP сингл
1. «I Paralyze» — 3:47
2. «Walk With Me» — 3:32

Американський 7-дюймовий LP сингл
1. «I Paralyze» — 3:47
2. «I Paralyze» — 3:47

Американський 7-дюймовий LP сингл
1. «I Paralyze» — 3:47
2. «Walk With Me» — 3:32